# Tinguazinho
Tinguazinho é um bairro do município brasileiro de Nova Iguaçu do estado do Rio de Janeiro. O bairro possui 10336 habitantes e faz divisa com os bairros de Austin, Carlos Sampaio, Adrianópolis, Santa Rita, Corumbá, Ponto Chic, Cerâmica e Cacuia.

O bairro esta localizado as margem da linha cargueira da MRS Logística e próximo da linha férrea de Japeri.